# مبارزه برای عدالت
مبارزه برای عدالت (انگلیسی: Fighting for Justice) یک وسترن پیشا-کد به کارگردانی اوتو براور است که در سال ۱۹۳۲ منتشر شد.

## بازیگران
- تیم مک‌کوی
- جویس کامپتون
- رابرت فریزر
- ویلیام وی. مونگ
- هوپر اچلی
- هری تاد
- هنری سدلی
- لیف مک‌کی
- ویلیام ان. بیلی
- هری کوردینگ
- مرداک مک‌کواری
- والتر برنان